# Nicky Hayden
Nicholas Patrick Hayden, conhecido por Nicky Hayden (Owensboro, 30 de julho de 1981 - Cesena, 22 de maio de 2017), foi um motociclista estadunidense, campeão mundial de MotoGP. 

## Carreira
Foi piloto da equipa Honda de Moto GP, ganhou o título da Moto GP em 2006 após ter chegado a etapa de Valência atrás do italiano Valentino Rossi (Yamaha), depois de este ter sofrido uma queda durante a prova. Ganhou apenas 2 corridas durante 2006, mas foi campeão devido à sua regularidade.

## Morte
Em 17 de maio de 2017, Nicky Hayden foi atropelado por um carro enquanto andava de bicicleta perto de Rimini, Itália. Hayden estava andando sozinho no momento do acidente que ocorreu por volta de 14h00 (Horário de Verão da Europa Central, UTC+2). Mais cedo pela manhã, ele estava correndo com Kevin Schwantz. Hayden o convidou a andar com ele à tarde, mas Schwantz recusou, pois não tinha uma bicicleta na mão. Hayden, em seguida, montou brevemente com seu amigo Denis Pazzaglini em algum momento no início da tarde. A última foto do Instagram de Hayden mostra os dois juntos e confirma que o piloto americano estava usando um capacete.
O acidente ocorreu no cruzamento da Via Ca 'Raffaelli e Via Tavoleto em Misano Adriatico. Hayden estava viajando para o oeste na Via Ca 'Raffaelli quando foi atingido por um Peugeot 206CC depois que entrou na rua para cruzar a Via Tavoleto. De acordo com o jornal italiano La Gazzetta dello Sport, uma câmera de vigilância doméstica instalada a vários metros do cruzamento registrou todo o acidente. Hayden aparentemente não parou em um sinal de parada e possivelmente foi distraído por seu iPod que foi encontrado por investigadores na cena do acidente.
O motorista do carro afirmou que estava a caminho do trabalho quando Hayden passou por um sinal de parada e de repente apareceu na frente dele. Ele foi incapaz de evitar uma colisão. A velocidade do carro não era conhecida, mas o impacto de Hayden batendo no pára-brisa foi forte o suficiente para quebrá-lo completamente e danificar o teto do carro. A bicicleta de Hayden foi encontrada na vala próxima, com a moldura cortada ao meio.
Hayden foi levado para o hospital de Rimini com ferimentos graves, e posteriormente foi transferido para a unidade de trauma principal no Hospital Maurizio Bufalini em Cesena para uma possível cirurgia. Os ferimentos de Hayden foram tão graves que ele não foi colocado em coma induzido por tratamento médico e não recebeu nenhuma cirurgia.
A extensão das lesões de Nicky Hayden foi descrita como politraumatismo, incluindo uma lesão cerebral traumática que resultou em danos cerebrais graves. Ele também sofreu um fêmur e uma pélvis quebrados, além de múltiplas vértebras fraturadas. Como resultado das lesões, Hayden foi colocado em suporte vital em uma unidade de terapia intensiva. Depois de nenhum sinal de recuperação, o motociclista morreu no hospital em 22 de maio de 2017, cinco dias após o acidente. Ele tinha 35 anos de idade.
Em setembro de 2017, os resultados da investigação do acidente foram divulgados. O relatório, além de colocar 70 por cento de culpa no motorista e 30 por cento de culpa em Hayden, disse que o carro estava viajando a aproximadamente 73 km/h em uma zona de 50 km/h, e não havia nenhuma indicação de que o motorista freou antes de colidir com Hayden. O motociclista estava viajando a 20 km/h e entrou no cruzamento sem atender ao sinal de parada.

## Histórico

#### Por temporadas
| Temporada | Classe | Moto            | Time                 | Número | Corridas | Vitórias | Podios | Melhor posição | Pole | Volta rápida | Pontos | Plcd | WCh |
| --------- | ------ | --------------- | -------------------- | ------ | -------- | -------- | ------ | -------------- | ---- | ------------ | ------ | ---- | --- |
| 2003      | MotoGP | Honda RC211V    | Repsol Honda         | 69     | 16       | 0        | 2      | 3º             | 0    | 0            | 130    | 5º   | –   |
| 2004      | MotoGP | Honda RC211V    | Repsol Honda Team    | 69     | 15       | 0        | 2      | 3º             | 0    | 0            | 117    | 8º   | –   |
| 2005      | MotoGP | Honda RC211V    | Repsol Honda Team    | 69     | 17       | 1        | 6      | 1º             | 3    | 2            | 206    | 3º   | –   |
| 2006      | MotoGP | Honda RC211V    | Repsol Honda Team    | 69     | 17       | 2        | 10     | 1º             | 1    | 2            | 252    | 1º   | 1   |
| 2007      | MotoGP | Honda RC212V    | Repsol Honda Team    | 1      | 18       | 0        | 3      | 3º             | 1    | 1            | 127    | 8º   | –   |
| 2008      | MotoGP | Honda RC212V    | Repsol Honda Team    | 69     | 16       | 0        | 2      | 2º             | 0    | 1            | 155    | 6º   | –   |
| 2009      | MotoGP | Ducati GP9      | Ducati Marlboro Team | 69     | 17       | 0        | 1      | 3º             | 0    | 0            | 104    | 13º  | –   |
| 2010      | MotoGP | Ducati GP10     | Ducati Marlboro Team | 69     | 18       | 0        | 1      | 3º             | 0    | 0            | 163    | 7º   | –   |
| 2011      | MotoGP | Ducati GP11     | Ducati Team          | 69     | 17       | 0        | 1      | 3º             | 0    | 1            | 132    | 8º   | –   |
| 2012      | MotoGP | Ducati GP12     | Ducati Team          | 69     | 16       | 0        | 0      | 4º             | 0    | 0            | 122    | 9º   | –   |
| 2013      | MotoGP | Ducati GP13     | Ducati Team          | 69     | 18       | 0        | 0      | 5º             | 0    | 0            | 126    | 9º   | –   |
| 2014      | MotoGP | Honda RCV1000R  | Drive M7 Aspar       | 69     | 13       | 0        | 0      | 8º             | 0    | 0            | 47     | 16º  | –   |
| 2015      | MotoGP | Honda RC213V-RS | Aspar MotoGP Team    | 69     | 18       | 0        | 0      | 11th           | 0    | 0            | 16     | 20º  | –   |
| Total     |        |                 |                      |        | 216      | 3        | 28     |                | 5    | 7            | 1697   |      | 1   |